# Олдем
Олдем (англ. Oldham) — місто у графстві Великий Манчестер, Англія.

## Політика

### Представництво у парламенті Великої Британії
Олдем розділено на два парламентських виборчих округи. Нині ці округи представлені у парламенті лейбористами Філом Вуласом і Майклом Мічером.

## Демографія
Відповідно до даних перепису населення 2001 року кількість жителів Олдема становить 103 544 чоловік, що ставить місто на 55-е місце серед найбільш населених міст в Англії.
У 1978 році в Олдемі народилась перша людина, зачата в результаті штучного запліднення.

## Відомі особистості
У місті народились:
- Вільям Волтон — англійський композитор і диригент
- Стівен Тіммс (* 1955) — англійський політик
- Ерік Сайкс (1923 — 2012) — британський комедійний актор, сценарист і режисер.